# Agapit II
Agapit II (ur. w Rzymie, zm. w grudniu 955 tamże) – papież od 10 maja 946 do grudnia 955.

## Życiorys
Agapit pochodził z Rzymu i na papieża został wybrany przez panującego w Wiecznym Mieście księcia Alberyka II ze Spoleto. Na podstawie pośrednich danych przyjmuje się, że sakrę biskupią otrzymał 10 maja 946 i tę datę uważa się za początek jego pontyfikatu.
Agapit II, nie mogąc wyrwać się spod kurateli Alberyka, poświęcił się głównie sprawom religijnym, usiłując jednak doprowadzić do wzmocnienia autorytetu papiestwa w świecie chrześcijańskim. Alberyk II sprzyjał reformie kluniackiej, co ułatwiało reformatorskie działania Agapita II, m.in. sprowadził on mnichów z Gorze do opactwa przy bazylice św. Pawła.
Na okres jego pontyfikatu przypada intensyfikacja kontaktów papiestwa z królestwem niemieckim. W 951 król Niemiec Otton I Wielki wyprawił się do Włoch celem uzyskania korony cesarskiej, a w jego imieniu negocjacje w tej sprawie z papieżem, prowadzili arcybiskup Fryderyk z Moguncji i biskup Hartbert z Chur. Mimo przychylnej postawy Agapita do koronacji nie doszło, gdyż najazdy węgierskie zmusiły Ottona do powrotu do Niemiec. Konsekwencją tej wyprawy było jednak znaczące wzmocnienie pozycji Niemiec w północnej Italii. Agapit II wydał szereg przywilejów na rzecz niemieckich klasztorów i biskupstw, m.in. na rzecz benedyktyńskiego opactwa w Fuldzie (948), klasztoru św. Maurycego w Magdeburgu, żeńskiego opactwa Gandersheim czy archidiecezji hamburskiej. W 948 ustanowił diecezjalną organizację kościelną w Danii i podporządkował ją metropolii hamburskiej, a w 953 przesłał paliusz arcybiskupowi Brunonowi z Kolonii.
Agapit II zaangażował się też w konflikt o obsadę archidiecezji Reims. W 925 ówczesny papież Jan X mianował na to stanowisko pięcioletniego wówczas Hugona, syna hrabiego Herberta II de Vermadois. Jednakże król Ludwik IV wprowadził tam swojego kandydata Artolda. Papież początkowo poparł Artolda, później zmienił zdanie na korzyść Hugona, wreszcie na synodzie rzymskim w 949 zatwierdził na stanowisku metropolity Artolda, a na Hugona rzucił klątwę.
Alberyk II krótko przed swoją śmiercią w 954 odebrał od rzymskiej szlachty i duchowieństwa przysięgę, że następnym papieżem zostanie jego nieślubny syn Oktawian. Choć było to sprzeczne z prawem kościelnym, źródła wskazują, że Agapit w żaden sposób nie protestował przeciwko tej faktycznej elekcji jego następcy jeszcze za jego życia, przeciwnie, przysięga ta została złożona w jego obecności i za jego zgodą. Po śmierci Alberyka II (31 sierpnia 954) Oktawian przejął świecką władzę w Rzymie.
Agapit II niewiele przeżył swojego protektora, gdyż zmarł na początku grudnia 955, a jego następcą, zgodnie z obietnicą złożoną przez Rzymian Alberykowi, został Oktawian, który przyjął imię Jan XII.
Agapit II umarł w opinii świętości, jednak jego kultu nigdy nie potwierdzono.